# Quercus oxyodon
Quercus oxyodon — вид рослин з родини букових (Fagaceae); поширений по всій південно-східній Азії та в Індокитайському регіоні.

## Опис
Дерево досягає 20 м заввишки; стовбур короткий, крона розлогий. Молоді гілочки запушені, стають безволосими. Листки 10–20 × 3–8 см, вічнозелені або напіввічнозелені, від еліптичних до довгасто-еліптичних, шкірясті, жорсткі; верхівка загострена, основа асиметрично закруглена або широко клиноподібна; край зубчастий; зелені, зверху голі; низ білуватий, спочатку з простими і зірчастими волосками, потім голий; ніжка листка 2.5–4 см завдовжки. Маточкові суцвіття 2–5 см завдовжки. Жолудь сплощений, 1.6–2 см завдовжки й 1.3–1.7 см у діаметрі, від яйцюватих до майже кулястих, коричневий, голий, закритий на 1/2 чашечкою; дозріває 1 рік.
Період цвітіння: травень — червень.

## Середовище проживання
Країни поширення: Бангладеш, Бутан, Китай, Індія (Ассам), північна М'янма, Непал, Таїланд.